# Den stunden i Getsemane
Den stunden i Getsemane är en amerikansk psalm av Edward Payson Hammond från 1866 som han skrev efter ett besök i Getsemane trädgård. En översättning till svenska gjordes av Knut Johan Montelius, vilken text senare bearbetades lätt av Carl Boberg 1895. En ytterligare bearbetning av texten gjordes av Karin Hartman 1984. Psalmen finns också översatt till norska Den stunda i Getsemane.
Musiken är en tonsättning i 3/4-dels takt F-dur av Asa Hull från 1867. 

## Publicerad i
- Sionstoner 1889 som nr 584 under rubriken "Passionssånger" i en version Berab. af Mtls. Melodin är hämtad Ur Budb., men i musikversionen anges Asa Hull som kompositör.
- Svensk söndagsskolsångbok 1908 som nr 43 under rubriken "Jesu lidande".
- Svenska Missionsförbundets sångbok 1920 nr 112 under rubriken "Jesu lidande".
- Fridstoner 1926 som nr 42 under rubriken "Frälsnings- och helgelsesånger".
- Frälsningsarméns sångbok 1929 som nr 507 under rubriken "Högtider och särskilda tillfällen - Långfredag".
- Musik till Frälsningsarméns sångbok 1930 som nr 507.
- Evangeliska sånger 1930 nr 80
- Sionstoner 1935 som nr 181 under rubriken "Passionstiden".
- Guds lov 1935 som nr 64 under rubriken "Passionssånger".
- Förbundstoner 1957 som nr 88 under rubriken "Guds uppenbarelse i Kristus: Jesu lidande och död".
- Sions Sånger 1951 nr 19.
- Frälsningsarméns sångbok 1968 som nr 605 under rubriken "Högtider - Passionstid".
- Sions Sånger 1981 som nr 13 år under rubriken "Från Getsemane till Golgata".
- Den svenska psalmboken 1986 som nr 139 under rubriken "Fastan".
- Lova Herren 1988 som nr 158 under rubriken "Passionstiden". Som översättare anges K.J. Montelius 1906 varpå en bearbetning skett 1976.
- Sionsharpan 1993 som nr 35 under rubriken "Kristi lidande och död".